# Ray Lawler
Pour les articles homonymes, voir Lawler.
Raymond Evenor Lawler, dit Ray Lawler, né le 23 mai 1921 à Footscray et mort le 24 juillet 2024, est l'un des dramaturges australiens les plus connus.

## Biographie
En 1955, Summer of the Seventeenth Doll de Ray Lawler, une pièce à consonance résolument australienne, a été saluée internationalement.
Âgé de 103 ans, Ray Lawler meurt le 24 juillet 2024.